# Tomás Zanzottera
Tomás Zanzottera (Pergamino, Buenos Aires, 8 de diciembre de 1993) es un baloncestista argentino que actualmente juega en Vigor Basket Matelica de la Serie B de Italia, desempeñándose en la posición de escolta.

## Trayectoria
Zanzottera se inició en el Club Sports Pergamino, antes de incorporarse a la cantera de Obras Basket. Vistió durante siete años los colores aurinegros, emergiendo como una de las grandes revelaciones de la Liga Nacional de Básquet. En 2018 dejó el club que lo formó para fichar con el equipo correntino de San Martín.
En agosto de 2021, mientras jugaba la instancia final del Torneo Federal de Básquetbol con Pergamino Básquet, sufrió una grave lesión que lo dejó fuera de las canchas, anulando así su incorporación a Olímpico para la siguiente temporada.
Tras un año de inactividad, en julio de 2022 se anunció su incorporación a Riachuelo. Tuvo una buena temporada, estando presente en todos los partidos que jugó su equipo. Sin embargo al finalizar el campeonato no renovó su contrato y, en julio de 2023, se unió a Olímpico.
Zanzottera dejó su país en julio de 2024 para fichar con el Vigor Basket Matelica de la Serie B de Italia.

### Clubes
| Club                     | País      | Año             |
| ------------------------ | --------- | --------------- |
| Obras Basket             | Argentina | 2011 - 2018     |
| San Martín de Corrientes | Argentina | 2018 - 2021     |
| Pergamino Básquet        | Argentina | 2021            |
| Riachuelo                | Argentina | 2022 - 2023     |
| Olímpico                 | Argentina | 2023 - 2024     |
| Vigor Basket Matelica    | Italia    | 2024 - Presente |

## Selección nacional
Zanzottera fue miembro de los seleccionados juveniles de baloncesto de Argentina, llegando a disputar el Campeonato Mundial de Baloncesto Sub-17 de 2010 -como parte de una camada en la que también estaban Patricio Garino, Matías Bortolín y Tayavek Gallizi- y el torneo de baloncesto 3x3 de los Juegos Olímpicos de la Juventud de Singapur 2010.
En 2014 integró junto a Gabriel Deck, Nicolás Zurschmitten y Daniel Hure el plantel argentino que compitió en la Copa Mundial de Baloncesto 3x3 de Rusia.
Posteriormente recibió varios llamados para integrar la selección mayor, pero en ninguna ocasión pudo terminar en la lista final de los doce jugadores que afrontarían las diversas competiciones internacionales. 